# デコイ (兵器)
デコイ（英語: decoy、military dummy、囮とも）は、敵を欺瞞して本物の目標と誤認させる目的で展開する装備の総称。電磁波を対象としたものは、電子対抗手段（ECM）の一種に分類される。
デコイとは、元は鳥猟に使われた、仲間に見せかけて獲物をおびき寄せる木彫りのダミーのこと。

## 概要
デコイには様々なものがあるが、動作領域、受動/能動性、任務と装備方式の4つの軸によって分類することができる。
動作領域
- 電磁波（電波, 光波など）
- 音波

受動/能動性
- 受動式（パッシブ） - 自ら電磁波・音波を発することはないが、敵からの信号を増幅して返すなどの策は講じうる
- 能動式（アクティブ） - 自ら電磁波・音波を発する

任務
- 誘惑（seduction） - 敵の攻撃を真の目標からデコイに転換させる
- 飽和（saturation） - 敵の対処能力を越える目標を与え、飽和させる
- 輻射強制（detection） - 敵がデコイを攻撃しようとすることで、その姿を曝露するように仕向ける

装備方式
- 使い捨て
- 曳航
- 自由運動

また、演習や訓練で使われるターゲット（模擬敵）をデコイと呼ぶこともある。

## 使い捨て型
- 任務：誘惑・飽和[1]

### 可視光帯域
使い捨て型デコイはもっとも古典的なものであり、特に可視光帯域で敵の目を欺くものは、有史以来広く用いられている。
日本史上でも、例えば千早城の戦いにおいて、楠木正成が藁人形を兵士に見せかけた例が『太平記』に伝えられている。
現代でも同様に、敵の空爆が予想される場合に、索敵を欺瞞するため、木・紙・布・風船などで、戦車（ダミー戦車）や航空機に似せたハリボテを作ることがあり、戦史上ではガザラの戦いでエルヴィン・ロンメルが、エル・アラメインの戦いでバーナード・モントゴメリーが用いた例が広く知られている。
また、空挺部隊がパラシュート降下するときに、空挺兵に似せたデコイを同時に投下し、滞空時間内に狙撃を受け被弾する可能性を確率論的に減じ、敵を欺瞞する。これを「パラダミー」と呼ぶ。ただし、パラダミーには気象状態を確認する用途もあり、この用途ではレジャー目的のスカイダイビングなどでも使われる。第二次世界大戦でドイツ軍がオランダとベルギーで初めて使い、ノルマンディー上陸作戦で連合国軍が多用した。
2022年ロシアのウクライナ侵攻では、ウクライナ側がアメリカ合衆国から供与を受けたHIMARSを模したチェコ製のデコイが投入された。数万ドル程度の製作費でロシア軍の高額な武器弾薬を無駄遣いさせることが目的であり、ロシアが発表した戦果の中にはデコイも含まれているとされる。

### 赤外線帯域
フレアは、赤外線センサに対するアクティブデコイとして広く用いられている。また、近年の光波ホーミング誘導方式の進化に対抗して、可視光線や紫外線をカバーするものも出現している。

### 電波帯域
レーダーに対しては、パッシブデコイであるチャフが古くから用いられている。弾道ミサイルの一種であるMIRVのデコイも、同様にパッシブ方式である。MIRVは複数の弾頭を搭載しているが、その中に、アルミ塗装した風船を混ぜ、レーダーでは弾頭と区別できなくする。デコイは、弾頭やチャフなどとともにミサイルバスに搭載される。中間フェーズで本物の弾頭とともにバスから放出され、最終フェーズでは大気との衝突で燃え尽きる。迎撃を妨害するというデコイ本来の効果のほか、本物の弾頭がどこを目標としているかを着弾直前まで分からなくさせるという効果もある。
また、近年では、NULKAのようなアクティブデコイも登場している。

### 音波領域
古い物としては、第二次世界大戦末期、一部のUボートに「ノイズメーカー」と呼ばれるデコイが装備された。このノイズメーカーと呼ばれる物は、囮魚雷タイプのデコイとは違い、Uボートから射出されると、化学反応を利用した泡を放出しながら水中をしばらく漂い、ソナーを利用しての探知行為を攪乱する物であった。ちなみにこのノイズメーカーには、イタズラをする妖精の「KOBOLD（コボルト）」をもじった「ボルト」という渾名を付けられていた。

## 曳航型
- 任務：誘惑

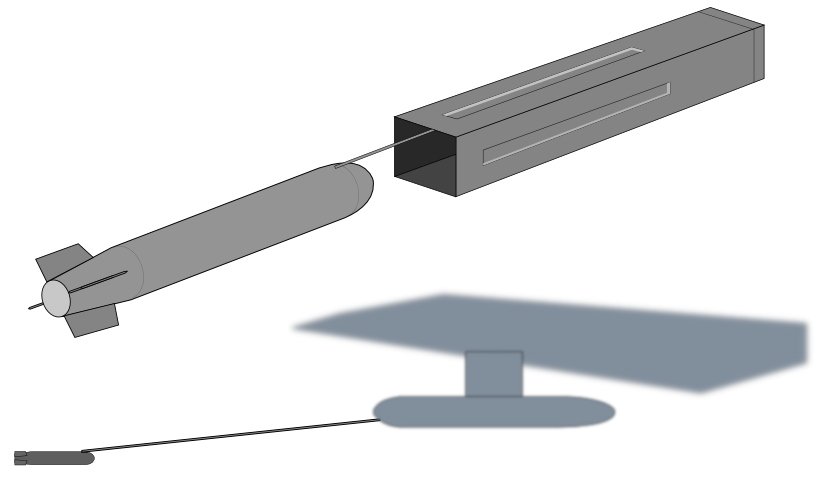
AN/ALE-50

戦闘艦や軍用機と曳航索でつながれて、母艦・母機からの管制を受けつつ曳航されるものであり、電波帯域ではAN/ALE-50、AN/ALE-55、音波領域ではAN/SLQ-25 ニキシーが代表例である。これらはいずれもアクティブデコイであるが、一方、海洋戦においては、連合国側が第二次世界大戦時の大西洋の戦いにおいて、Uボートから発射される音響追尾型の魚雷へ対抗するため、艦船が曳航する方式の発音機（集音器とも呼ばれていた）の「フォクサー」を開発・装備している。また現代では、レーダー・リフレクターを搭載した小舟を曳航する、という原始的なパッシブデコイも用いられうる。

## 自由運動型
- 任務：輻射強制[1]

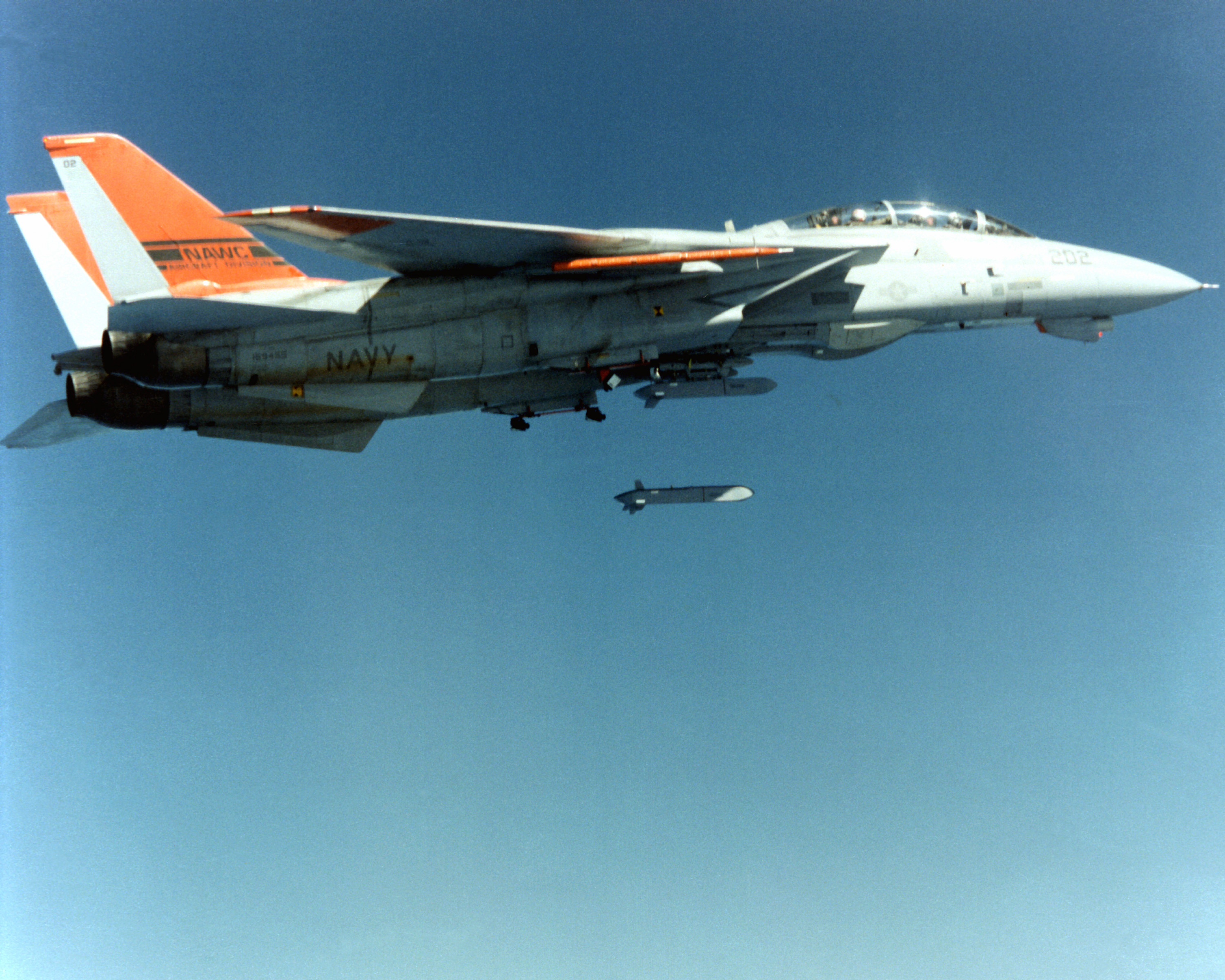
TALDを発射するF-14

ある程度自律的に行動するものもあり、それらは無人兵器にも分類される。また、航空機から発射され、自力で飛翔するデコイは空中発射デコイと総称される。マクドネル社のクェイル、イスラエル・ミリタリー・インダストリーズ社とブランズウィック社の戦術空中発射デコイ（ADM-141 TALD）、レイセオン社の小型空中発射デコイ（ADM-160 MALD）などがある。また、アメリカ軍のALCM巡航ミサイルは、元々デコイの役割を果たす無人航空機を発展させたものである。
音波領域で動作するもののうち、魚雷発射管から発射されるものは囮魚雷とも呼ばれるが、魚雷よりもずっと小型なこともある。弾頭はなく、偽の（敵方の艦に酷似した）スクリュー音や反射音を発することで相手方のIFFを攪乱させ敵味方の識別を困難にする。アメリカ海軍のMOSS Mk.70などがある。
9K720はミサイル防衛システムに迎撃される確率を減少させるため、目標到達前にダミーの弾頭を投射する。